# The Loser in the End
A The Loser in the End az ötödik dal a brit Queen együttes 1974-es Queen II albumáról. A szerzője Roger Taylor dobos volt. Ez volt az egyetlen dal, amelyet az albumra írt, és a Fehér oldalon, Brian May szerzeményei mellett kapott helyet. Ez, és a többi dal misztikájától eltérő, bluesos hangulata miatt nehezen illeszthető bele a laza koncepcióba.
Szokás szerint Roger saját maga énekelte el. Hasonlít Taylor tipikus korai hard rock dalaihoz: ugyanúgy kemény riffek, lázadó szöveg és egy hidas dalszerkezet jellemzi. Az album legkevésbé bonyolultabb dala, mindössze négy akkordból áll.
A felvételen 1:32 és 1:33 között hallható egy benne hagyott hiba, amint valaki azt mondja: „yeah”.
Szerepelt a Seven Seas of Rhye kislemez japán kiadásának a B-oldalán.

## Hangszerek
- Ének: Roger Taylor
- Háttérvokál: Roger Taylor

Hangszerek:
- Roger Taylor: Ludwig dobfelszerelés, Ludwig marimba
- John Deacon: Fender Precision Bass
- Brian May: Red Special, Martin akusztikus gitár

## Külső hivatkozások
- Dalszöveg